# Adamari López

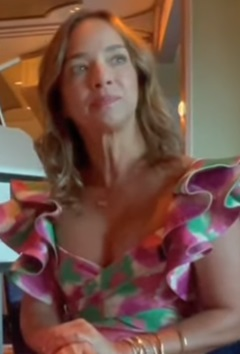
Adamari López Torres (2022)

Adamari López Torres (aðaˈmaɾi ˈlopes) (* 8. Mai oder 18. Mai 1971 in Humacao, Puerto Rico) ist eine puerto-ricanische Schauspielerin und Fernsehmoderatorin.
Sie wirkte in mehreren in Puerto Rico und Mexiko produzierten Telenovelas mit. Zurzeit präsentiert im Kanal Telemundo die Morgenshow Un Nuevo Día.
Von 2006 bis 2009 war sie mit dem Musiker Luis Fonsi verheiratet.

## Filmografie
- 1997–1998: Sin Ti (Hauptantagonistin)
- 1998–1999: Camila (Hauptantagonistin)
- 2000: Locura de Amor (Co-Protagonistin)
- 2001: Amigas y Rivales (Protagonistin)
- 2002: Gata Salvaje (Antagonistin)
- 2004: Mujer de Madera (Co-Protagonistin)
- 2007: Bajo Las Riendas Del Amor (Hauptantagonistin)
- 2008: Alma de Hierro (Hauptantagonistin)